# 弗洛拉·芬奇
弗洛拉·芬奇（Flora Finch，1867年6月17日—1940年1月4日），是一名英国演员，出演300多部无声电影。

## 生平
早年出演一些音乐剧，并在剧院工作。1908年，加入沃格拉夫电影公司并开始电影生涯。1910年，加入维塔格拉夫制片厂，并与约翰·邦尼合作。
1915年，约翰·邦尼去世后她继续尝试一些喜剧短片，但是并不成功。之后她创建自己的公司，仍然未能达到她事业顶峰。1940年，她因败血症去世于加州洛杉矶。

## 作品
- 《扶持之手（英语：The Helping Hand）》 (1908)
- 《Mrs. Jones Entertains》 (1909)
- 《Mr. Jones Has a Card Party》 (1909)
- 《Those Awful Hats》 (1909)
- 《A Wreath in Time》 (1909)
- 《All on Account of the Milk》 (1910)
- 《Her Crowning Glory》 (1911)
- 《治疗扑克上瘾》 (1912)
- 《When Knighthood Was in Flower》 (1922)
- 《The Midnight Girl》 (1925)
- 《男人和女人（英语：Men and Women (1925 film)）》 (1925)
- 《献给灰姑娘的吻（英语：A Kiss for Cinderella (film)）》 (1925)
- 《Captain Salvation》 (1927)
- 《The Cat and the Canary》 (1927)
- 《Rose of the Golden West》 (1927)
- 《Quality Street》 (1927)
- 《The Haunted House》 (1928)
- 《Sweet Kitty Bellairs》 (1930)
- 《Way Out West》 (1937)